# 嘉农镇
嘉农镇，是中华人民共和国四川省乐山市沙湾区下辖的一个乡镇级行政单位。2019年12月，将太平镇孙坝村3至5组所属行政区域划归嘉农镇管辖。

## 行政区划
嘉农镇下辖以下地区：
嘉农社区、沫东村、新都村、新泉村、新园村、新兴村、魏坝村、王场村、白岩村、齐安村、加华村、双槐村、燎原村和分场村。
调整后，嘉农镇辖嘉农社区2至8组，新园村、双槐村、王场村、分场村、齐安村、燎原村、魏坝村、白岩村、新兴村、加华村、新泉村、沫东坝村、孙坝村3至5组所属行政区域。